# Martin Horbas
Martin Horbas (Vimperk, 1934. október 1. –) cseh nemzetközi labdarúgó-játékvezető.

## Pályafutása
Ellenőreinek, sportvezetőinek javaslatára lett az I. Liga játékvezetője. Az aktív nemzeti játékvezetéstől 1979-ben vonult vissza. Első ligás mérkőzéseinek száma: 134 mérkőzéssel az örökranglistán a 16 helyet foglalja el.
A Csehszlovák labdarúgó-szövetség Játékvezető Bizottsága (JB) terjesztette fel nemzetközi játékvezetőnek, a Nemzetközi Labdarúgó-szövetség (FIFA) 1977-től tartotta nyilván bírói keretében. Több nemzetek közötti válogatott és klubmérkőzést vezetett, vagy működő társának partbíróként segített. Az aktív nemzetközi játékvezetéstől 1977-ben búcsúzott. Válogatott mérkőzéseinek száma: 1.
| Időpont             | Helyszín                   | Mérkőzés típusa     | Mérkőzés   | Eredmény | Nézők száma |
| ------------------- | -------------------------- | ------------------- | ---------- | -------- | ----------- |
| 1977. szeptember 7. | Weltjugend Stadion, Berlin | válogatott mérkőzés | NDK–Skócia | 1 : 0    | 50 000      |